# بک دس روس
بک دس روس (به لاتین: Bec des Rosses) یک کوه در سوئیس است که در کانتون وله واقع شده‌است. بک دس روس ۳٬۲۲۳ متر بالاتر از سطح دریا واقع شده‌است.